# Burg Louka
Die Reste der Burg Louka (Lauka) befinden sich nördlich über dem mährischen Dorf Louka auf dem Hügel Hradisko im Okres Blansko in Tschechien.

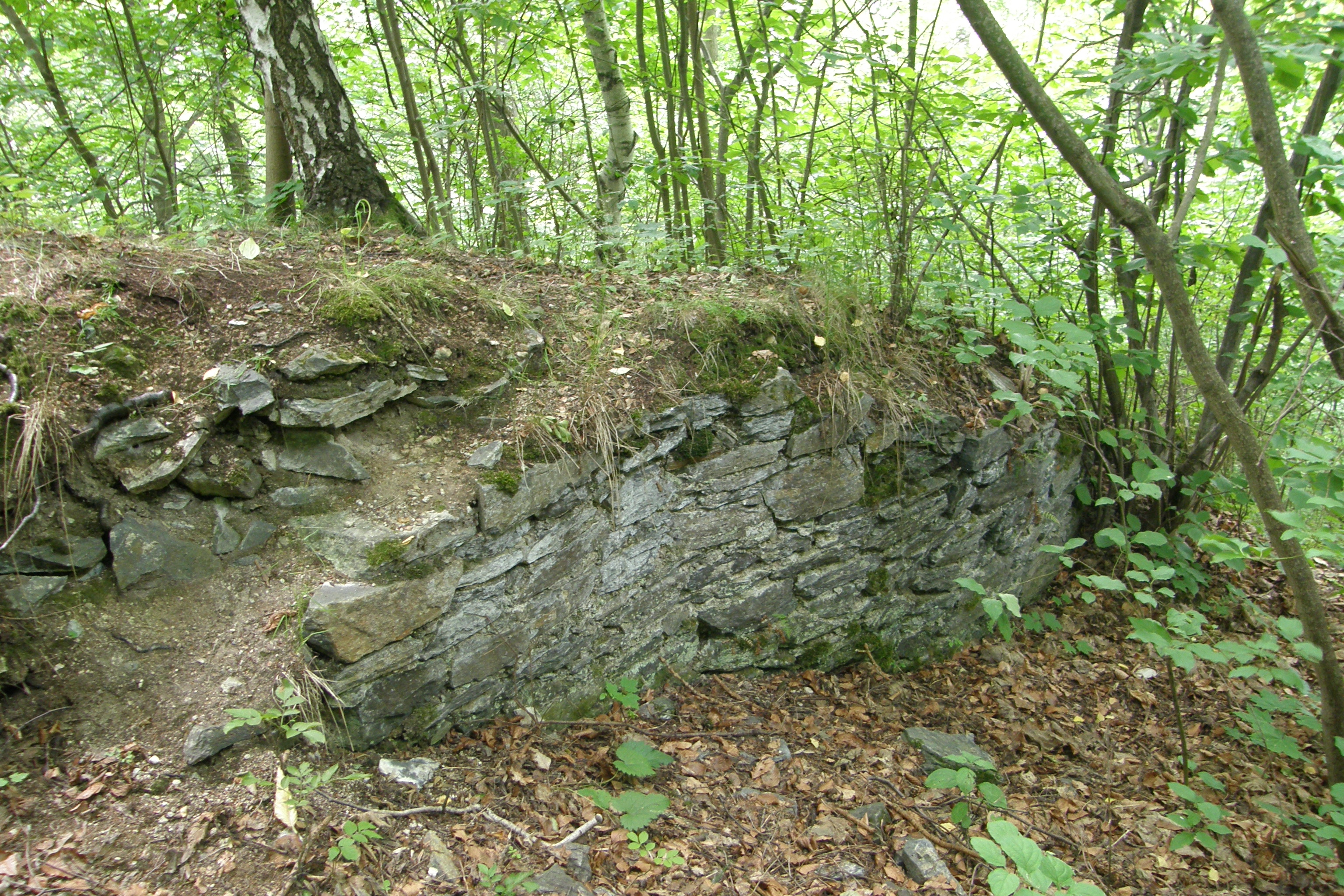
Reste der Burg Lauka

## Geographie
Die Ruine Louka liegt im Bergland der oberen Swratka, einem Teil der Böhmisch-Mährischen Höhe, über dem Tal des Baches Dvorský potok auf dem Hradisko. Umliegende Ortschaften sind Crhov im Norden, Louka im Süden, Loucký Dvůr im Westen und Křtěnov im Nordwesten.

## Geschichte
Die Burg wurde wahrscheinlich in der zweiten Hälfte des 13. Jahrhunderts durch die Herren von Lomnitz gegründet. Ihr Herrschaftsgebiet befand sich im Grenzbereich zu den Besitzungen der Geschlechter von Kunstadt, Pernstein und Boskowitz und reichte nach Norden bis zur böhmischen Herrschaft Svojanov. Die erste schriftliche Erwähnung der Burg erfolgte im Jahre 1360 als Besitz des Proček von Lomnice. Sie war das Zentrum einer großen Herrschaft um Moravská Olešnice, deren Güter bis Poříčí und Věchnov reichten. Der Vorwerkshof ist seit 1391 nachweisbar. 1416 verkaufte Jan von Lomnice die Herrschaft an Jan Ozor von Boskowitz. Die Boskowitzer hielten Louka ein halbes Jahrhundert. 1464 verkauften die Brüder Dobeš, Beneš und Tas Černohorský von Boskowitz Lauka an Bohuš von Lomnice. Durch seine Heirat mit Katharina von Lomnice erwarb Pertold von Tworkau die Herrschaft. Dessen Söhne Ondřej und Kryštof verkauften Louka mit den zugehörigen Dörfern Černovice, Louka, Poříčí, Hodonín, Tasovice und dem Städtchen Olešnice, dem Laukaer Thiergarten sowie den wüsten Dörfern Německé, Milejov und Křižánkov 1496 an Wilhelm II. von Pernstein. Dieser schlug die neuerworbenen Güter seiner Herrschaft Pernstein zu. Die Burg verlor ihre Funktion als Herrschaftssitz und wurde zu Beginn des 16. Jahrhunderts letztmals instand gesetzt. 1521 wurde die Burg im Testament Wilhelm von Pernsteins als bewohnt bezeichnet. Bei der Verteilung der Güter Wilhelms II. von Pernstein auf seine Söhne erhielt Johann von Pernstein Louka. Nach dem Erwerb der Herrschaft Kunstadt durch die Pernsteiner wurden die Laukaer Güter nach 1520 an Kunstadt angeschlossen. Vratislav von Pernstein verkaufte Louka 1561 an Hans Friedrich Graf von Hardegg auf Letovice. 1591 wurde die Burg als wüst bezeichnet.

## Anlage
Erhalten sind Mauerreste des Burgtores und von Wohngebäuden sowie der Burggraben. Von den Wehrmauern sind nur noch die Grundmauern vorhanden.
Auf dem Hügel wurde ein Denkmal für die Opfer des Zweiten Weltkrieges errichtet.